# Giuseppe Cruciani
Giuseppe Cruciani (Roma, 15 settembre 1966) è un conduttore radiofonico, giornalista e conduttore televisivo italiano.
Con il suo stile contraddistinto da elementi satirici e controversi oltre che irriverenti, uniti ad una dialettica volgare, Cruciani è noto soprattutto per il programma radiofonico La Zanzara, in onda su Radio 24, da lui ideato e condotto insieme a David Parenzo.

## Biografia
Figlio di un agente di commercio, dopo gli studi classici si è laureato in scienze politiche presso l'Università degli Studi di Roma "La Sapienza" con una tesi su Sendero Luminoso.
Comincia la sua carriera di giornalista prima in un giornale locale gestito dal PDS e poi a Radio Radicale, collaborando successivamente con L'Indipendente e Il Tempo. Segue la politica estera su Liberal e Il Foglio, lavorando in seguito come produttore per la televisione europea Euronews. Viene assunto a Radio 24 nel 2000.

## Carriera

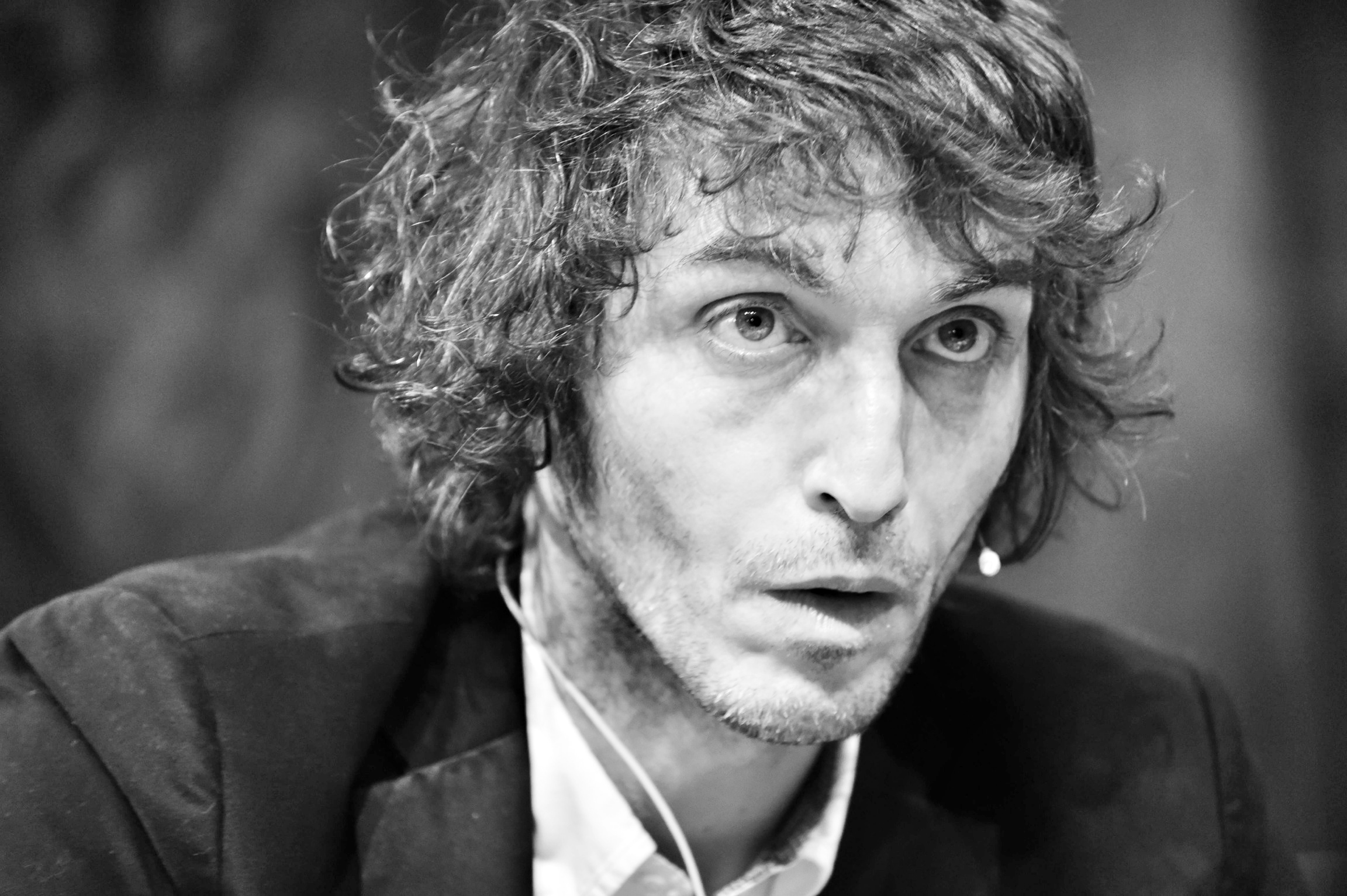
Cruciani nel 2014

Cruciani è considerato uno shock jock, personalità interna al mondo della comunicazione che unisce ai fatti di cronaca commenti offensivi e contenuti satirici. Conduce, per Radio 24, i programmi Linea 24, 9 in punto – dove nel 2002 è inviato in Corea per inseguire Byron Moreno, discusso arbitro ecuadoriano dell’ottavo di finale Italia-Corea del Sud ai Mondiali di calcio –, La Sfida e dal 2006 il programma di attualità La Zanzara, avvalendosi dal 2006 della collaborazione di Corrado Formigli, dal 2008 di quella di Luca Telese e poi dal 2010 di quella di David Parenzo. A La Zanzara commenta i fatti del giorno con politici, opinionisti e radioascoltatori. Il programma è divenuto noto nel tempo per gli argomenti trattati che spaziano dalla satira più profana, alla comicità, dalla politica al sesso. Gli ascoltatori intervengono lasciando il loro numero alla radio e possono eventualmente essere richiamati da Cruciani.
Molti interventi si trasformano spesso in liti accanite, nelle quali vengono presi di mira i conduttori stessi per le loro posizioni politiche. Altra particolarità del programma è stata l'idea di inserire musica rock ed heavy metal come sottofondo ad ogni puntata. Per questo programma ha ricevuto nel 2008 il premio Grolla d'oro come migliore trasmissione della sera durante il Premio Casinò di Saint-Vincent per la radio. Vince, insieme con il collega David Parenzo, Premiolino, premio giornalistico italiano, con questa motivazione: "Alla coppia di conduttori de "La Zanzara", la trasmissione corsara di Radio 24. Beffardi, spregiudicati, irriverenti e politicamente scorretti, muovendosi al confine tra informazione, satira e sberleffo hanno creato un nuovo linguaggio radiofonico e una rubrica di successo."

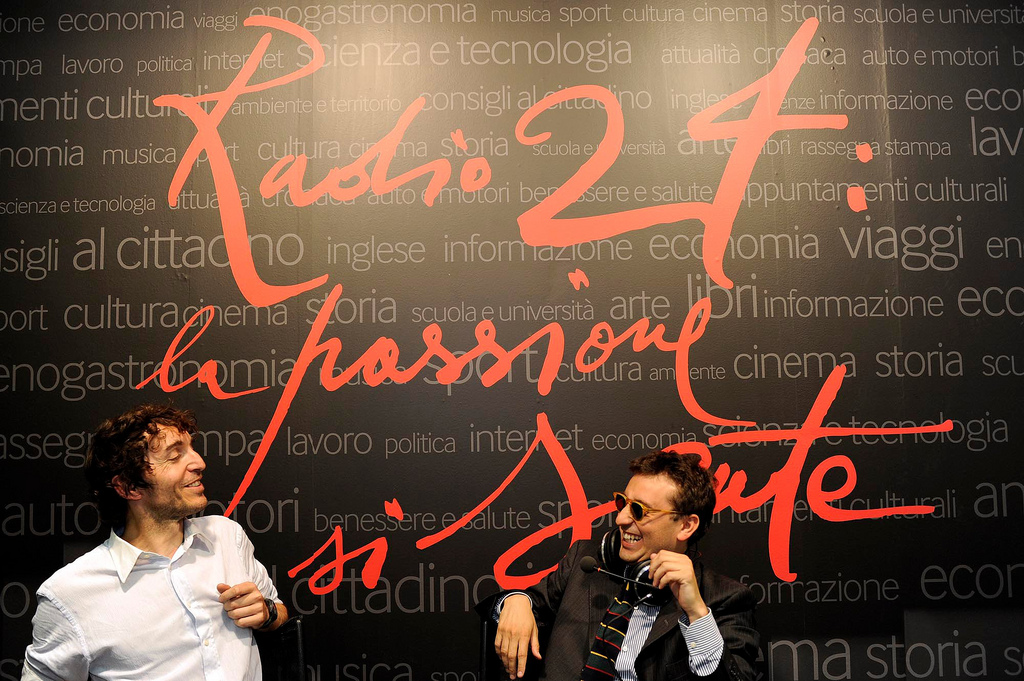
Giuseppe Cruciani e David Parenzo

Dall'ottobre 2009 collabora con il settimanale Panorama per cui cura una rubrica. Ha pubblicato sei libri: sul progetto del Ponte di Messina (Questo ponte s'ha da fare, 2009), sul caso di Cesare Battisti (Gli amici del terrorista. Chi protegge Cesare Battisti?, 2010), sul programma radiofonico La Zanzara (Cattivissimi noi, 2013) con David Parenzo e con Emiliano Errico, sul suo rapporto controverso con i vegani (I fasciovegani: Libertà di cibo e di pensiero, 2017) e sulle abitudini sessuali degli italiani (Nudi: Il sesso degli italiani, 2020). Inoltre nel 2023 ha pubblicato il libro Coppie. Storie di desiderio e trasgressione. Ha lavorato anche in televisione, con la trasmissione Complotti su LA7 nel 2009 e Apocalypse su Rete 4; in qualità di opinionista è presente dal 2010 nelle trasmissioni sportive Controcampo e Controcampo Linea Notte, e dal 2015 in Tiki Taka - Il calcio è il nostro gioco. Nel 2011 ha condotto su Current TV la trasmissione Il Tritacarne. Nel maggio 2012 va in onda su Rete 4 il programma sulla grande storia da lui condotto, Apocalypse. Il 9 ottobre 2013 esordisce col programma Radio Belva su Rete 4 insieme con David Parenzo. Il programma viene però sospeso dopo una sola puntata, oltre che per i bassi ascolti, a causa del turpiloquio e delle risse verbali scatenatesi. Dal 2017 aumenta le sue partecipazioni a programmi televisivi in qualità di opinionista, tra cui, diverse puntate della trasmissione televisiva Bianco e Nero - Cronache italiane, in onda su LA7 in seconda serata e Porta a porta, in una parte della puntata dedicata al veganesimo.
Tra il 2017 e 2018 viene anche inserito nella serie di fumetti Nazivegan Heidi. Dal 2019 è ospite fisso nel programma Dritto e rovescio di Paolo Del Debbio e opinionista ricorrente in altri talk show politici di Rete 4, come Fuori dal coro e Zona bianca. Dall'autunno 2021 è ospite fisso del Maurizio Costanzo Show, dove tiene una rubrica sui buoni e cattivi della settimana.
Dal 2023 è ospite fisso del programma Quarta Repubblica condotto da Nicola Porro, dove cura una rubrica riguardanti i fatti della settimana.

## Procedimenti giudiziari
Il 22 dicembre 2018 è stato condannato, insieme a Parenzo e a un radioascoltatore de La Zanzara, per aver diffamato - nel corso della trasmissione del 7 ottobre 2015 - il dirigente Chicco Testa, a cui dovette versare €30 000.
Il 4 novembre del 2020 è stato rinviato a giudizio, insieme a Parenzo e a Giampiero Mughini, per diffamazione nei confronti degli organizzatori del convegno “Calcio e diritto: il rispetto delle regole nell'era del VAR”, che in una puntata de La Zanzara Mughini aveva definito «feccia» senza che i due conduttori prendessero le distanze da questo epiteto.

## Vita privata
È fratello del regista e sceneggiatore Federico Cruciani. 
È stato sposato. Dopo il divorzio, è stato spesso oggetto del gossip italiano che gli ha attribuito numerosi flirt, come quello con la collega giornalista Selvaggia Lucarelli e quello con Francesca Valiani, attuale moglie di Jovanotti.
Nel 2005, durante il matrimonio, nasce la figlia Viola.
È un tifoso della Lazio.

## Posizioni politiche
In molte occasioni Cruciani si è definito un libertario, dal punto di vista politico, sebbene non ami darsi etichette riconducibili a ideologie definite.
Per quanto concerne alcuni argomenti, come l'immigrazione o l'autodifesa, Cruciani è più orientato verso ideologie conservatrici mentre sui temi sociali (come l'aborto, l'eutanasia e la legalizzazione delle droghe leggere) è più orientato verso posizioni progressiste.
È un sostenitore delle politiche adottate da Israele durante il governo di Benjamin Netanyahu, per quello che concerne la guerra di Gaza, e del governo  di Javier Milei in Argentina.
Fra gli argomenti da lui contestati troviamo l'ideologia Woke e il proibizionismo delle droghe.

## Radio
- Linea 24
- 9 in punto (2002-2004)
- La sfida
- Viva voce
- La Zanzara (Radio 24, dal 2006)

## Televisione

### Conduttore
- Complotti (LA7, 2009)
- Apocalypse (Rete 4, 2009-2012)
- Il Tritacarne (Current TV, 2011)
- La Zanzara in tv (TGcom24, 2012)
- Radio Belva (Rete 4, 2013)

### Opinionista
- Controcampo (Rete 4, 2010-2011)
- Controcampo Linea Notte (Italia 1, 2011-2012)
- Tango (Sky, 2014), con Ilaria D'Amico
- Tiki Taka (Italia 1, 2014-2019, 2020-2022; Canale 5, 2019)
- RDS Academy (Sky Uno, 2015-2017) - giudice
- Bianco e nero - Cronache italiane (LA7, 2017)
- Dritto e rovescio (Rete 4, dal 2019)
- Una pezza di Lundini (Rai 2, 2020)
- Fuori dal coro
- Zona bianca
- Maurizio Costanzo Show (Canale 5, 2021-2022)
- Pressing - Lunedì (Italia 1, Mediaset Infinity, 2022)
- Quarta Repubblica (Rete 4, dal 2023)
- 4 di sera (Rete 4, dal 2024)

## Filmografia
- L'ultimo terrestre, regia di Gian Alfonso Pacinotti – voce (2011)
- Camera Café – serie TV, ep. 5x88 (2012)[30]
- Purosangue, regia di Virginio Favale – cortometraggio (2012)
- Sarò Franco - Una vita un po' porno, regia di Alessio De Leonardis – documentario, se stesso (2021)
- Tutto, in un tempo piccolo, regia di Massimo Cinque e Renato Paone – documentario, se stesso (2021)

## Teatro
- Via Crux - Contro il politicamente corretto (2024-2025)
- La Zanzara a teatro (2025-)

## Opere
- Questo ponte s'ha da fare. Lo stretto di Messina e le opere incompiute che bloccano l'Italia, Sperling & Kupfer, 2009. ISBN 978-88-17-02819-6
- Gli amici del terrorista. Chi protegge Cesare Battisti?, Sperling & Kupfer, 2010. ISBN 978-88-200-4866-2
- Cattivissimi noi, con David Parenzo e Emiliano Errico, Aliberti, 2013. ISBN 978-88-6626-117-9
- I fasciovegani. Libertà di cibo e di pensiero, La nave di Teseo, 2017. ISBN 978-88-93442-39-8
- Nudi. Il sesso degli italiani, La nave di Teseo, 2020. ISBN 978-88-93950-37-4
- Coppie. Storie di desiderio e trasgressione, La nave di Teseo, 2023. ISBN 978-88-93951-42-5
- Via Crux. Contro il politicamente corretto, Cairo Editore, 2024
- Ipocriti!, Cairo Editore, 2025

## Riconoscimenti
- 2008 – Grolla d'oro
- 2011 – Premio Cuffie d'oro[31]
- 2012 – Premio Satira politica[32]
- 2013 – Ambrogino d'oro[33]
- 2013 – Premiolino
- 2017 – IX Premio giornalistico Cinque Terre